# Dehydroascorbinsäure
Dehydroascorbinsäure (englisch dehydro ascorbic acid, DHA) ist eine chemische Verbindung aus der Gruppe der Ascorbinsäurederivate.

## Biologische Funktion
Dehydroascorbinsäure (auch L-Dehydroascorbinsäure genannt) entsteht durch Oxidation von Ascorbinsäure. Im menschlichen Metabolismus kann sie zu L-Ascorbinsäure reduziert werden und damit Vitamin C regenerieren. Die Oxidation der Ascorbinsäure zu Dehydroascorbinsäure erfolgt in vielen Geweben, die Rückumwandlung der Dehydroascorbinsäure in Ascorbinsäure scheint dagegen vorwiegend in der Leber zu erfolgen.
Generell wird Vitamin C in Form von DHA durch Glucosetransporter, hauptsächlich GLUT-1, in die Mitochondrien der Zellen transportiert, da nur sehr wenige Zellen über spezifische Vitamin-C-Transporter verfügen. Hierbei sind die meisten dieser Transporter Natriumionen-abhängig. Insbesondere das Gehirn ist auf eine Versorgung mit Ascorbinsäure angewiesen, das Vitamin kann jedoch nicht die Blut-Hirn-Schranke passieren. Dieses Problem wird dadurch umgangen, dass Dehydroascorbinsäure durch Glucosetransporter, zum Beispiel GLUT1, durch die Schranke transportiert und in den Gehirnzellen zu Ascorbinsäure reduziert wird.
Es wird davon ausgegangen, dass Ascorbinsäure in Form von DHA intrazellulär transportiert wird. Hierbei soll extrazelluläre Ascorbinsäure zu DHA oxidiert, in die Zelle aufgenommen und dann wieder reduziert werden, da Ascorbinsäure selbst die Zelle nicht verlassen kann. DHA ist instabiler als L-Ascorbinsäure. Je nach Reaktionsbedingungen (pH-Wert, An- beziehungsweise Abwesenheit von Reduktionsmitteln wie Glutathion) kann es entweder wieder zurück in Ascorbinsäure umgewandelt werden oder zu Diketogulonsäure (DKG) irreversibel hydrolysieren.

## Gewinnung
Reine Dehydroascorbinsäure kann durch Oxidation von Ascorbinsäure mit Sauerstoff in Methanol mit Hilfe eines Katalysators gewonnen werden.

## Eigenschaften
L-Dehydroascorbinsäure ist ein beiger Feststoff. Er liegt im festen Zustand als Dimer vor und wird in Lösung zum Monomer. Dehydroascorbinsäure liegt in wässrigen Lösungen nahezu vollständig als Monohydrat (DHA·H2O) vor. Dabei bildet es einen Bizyklus, was durch Kernspinresonanzspektroskopie nachgewiesen wurde. Möglicherweise kann es noch ein zweites Molekül Wasser aufnehmen, um dann ein Dihydrat auszubilden. Auch Semi-Dehydroascorbinsäure sowie oxidierte Formen veresterter Ascorbinsäuren werden zur Gruppe der Dehydroascorbinsäure gezählt.